# Dwór w Jędrzychowicach
Zespół dworski – zabytkowy zespół z dworem (zamkiem) wybudowany przez Heinricha von Hennersdorfa (1581-1627) w Jędrzychowicach.
Obiekt jest częścią zespołu w skład którego wchodzą: dwór – obszerna renesansowa rezydencja z wieżą, wzniesiona w latach 1611–1625 na wcześniejszych fundamentach, rozbudowany w XIX w. oraz park z XIX w. Po nacjonalizacji przez państwo polskie w 1945  zrujnowany.